# ريتشارد فيكارت
ريتشارد فيكارت (بالإنجليزية: Richard Weikart)‏ (يوليو 1958) أستاذ جامعي ورئيس قسم التاريخ في جامعة ولاية كاليفورنيا ستانسلوس، ومشارك في معهد ديسكفري وكتاباته بخصوص تأثيرات نظرية دارون الاجتماعية والسياسية والأخلاقية لها انتشار كبير ويدور حولها كثير من الجدل، ويطلق مصطلح الدارونية لوصف تأثيرها على الفكر الاجتماعي والأخلاق العامة والخاصة وخصوصاً في ألمانيا ما قبل الحرب العالمية الثانية.
حصل على البكالوريوس من جامعة كريشن في تكساس، وعلى الماجستير من نفس الجامعة 1989، كما حصل على الدكتوراه من جامعة آيوا في عام 1994.

أشهر مؤلفاته كتاب من دارون إلى هتلر وأصدره عام 2004، ويلخص فيكارت وجهة نظره بقوله: 
| ريتشارد فيكارت | الدارونية لم تنتج بنفسها المذابح الجماعية، ولكن بدون الدارونية وخصوصاً الدارونية الاجتماعية وتوجهات التطوير المستقبلي للجنس البشري لم يكن لهتلر والنازيون معه أن يحصلوا على الأساس العلمي الضروري لإقناع أنفسهم ومن سار معهم بأن أعظم الجرائم هي إحدى الفضائل التي يجب أن يثنى عليها، وهكذا نجحت الدارونية في قلب القيم على رأسها. | ريتشارد فيكارت |

## وصلات خارجية
- الموقع الشخصي لريتشارد فيكارت.
- ملف فيكارت من معهد ديسكفري.